# Parafia św. Mateusza w Myśliborzu
Parafia Świętego Mateusza w Myśliborzu – rzymskokatolicka parafia leżąca w granicach dekanatu golińskiego. Erygowana w 1438 roku.

## Dokumenty
Księgi metrykalne: 
- ochrzczonych od 1945 roku
- małżeństw od 1945 roku
- zmarłych od 1945 roku